# Gulbröstad skrikuv
Gulbröstad skrikuv (Megascops watsonii) är en fågel i familjen ugglor inom ordningen ugglefåglar.

## Utseende och läte
Gulbröstad skrikuv är en liten och mörk uggla. Den är lik chólibaskrikuven, men är mörkare och skiljer sig även i lätet, en lång och stadig serie med hoanden, snabbt levererat i norr och mer långsamt i söder.

## Utbredning och systematik
Gulbröstad skrikuv förekommer i stora delar av Sydamerika. Den delas in i två distinkta underarter med följande utbredning:
- Megascops watsonii watsonii – förekommer från östra Colombia till nordöstra Peru, Venezuela, Guyanaregionen och Amazonas i Brasilien
- Megascops watsonii usta – förekommer i östra Peru, södra Amazonas i Brasilien, norra Mato Grosso och norra Bolivia

## Levnadssätt
Gulbröstad skrikuv hittas i låglänta skogar. Där föredrar den skogens inre, men kan också hittas i skogskanter, framför allt i tätare i vegetation.

## Status och hot
Arten har ett stort utbredningsområde, men tros minska i antal, dock inte tillräckligt kraftigt för att den ska betraktas som hotad. Internationella naturvårdsunionen IUCN listar arten som livskraftig (LC). I stora delar av utbredningsområdet anses den vara den vanligaste ugglan.

## Namn
Fågelns vetenskapliga artnamn hedrar Gavin Watson (1796-1858), amerikansk läkare och zoolog.